# Nuno Miguel Cerqueira Dias
Nuno Miguel Cerqueira Dias (Lisboa, 12 de março de 1977 – Lisboa, 07 de outubro de 2014) foi um dos principais fundistas da natação portuguesa da década de 1990, modalidade onde quebrou vários records nacionais, alcançou múltiplos títulos nacionais, e onde marcou presença em inúmeras competições internacionais em representação da seleção nacional portuguesa. Foi talvez, ainda assim, a sua predestinada determinação competitiva que lhe trouxe mais notoriedade e admiração entre os seus contemporâneos na modalidade.

## Carreira
Iniciou a prática da modalidade nas escolas de natação do Sporting Clube de Portugal em 1983 com a idade de 6 anos, tendo nesta tenra idade praticado também em paralelo a modalidade de Judo. Em 1987 abandonou o Sporting Clube de Portugal assim como a modalidade de artes marciais, continuando a prática apenas de natação naquele que viria a ser o seu clube, o clube onde permaneceria até ao final da sua carreira de nadador: Sport Algés e Dafundo.
Efetuou o percurso normal nas diversas categorias da modalidade, participando em todas as respetivas competições nacionais mais importantes, obtendo aqui marcas e lugares de relevo que lhe permitiram alcançar as suas primeiras participações nas competições internacionais das respetivas categorias, nomeadamente os Multinations.
Foi contudo no ano de 1993 que despontou ao mais alto nível, ao conquistar lugar na seleção nacional absoluta que representou Portugal na Taça Latina disputada em Florença, em consequência da sua prestação nos Campeonatos Nacionais de Categorias, realizados em Algés em Março desse ano, na piscina do Sport Algés e Dafundo. Nessa competição, em piscina curta, alcançaria as marcas de 16:12,58 minutos nos 1500 metros Livres, e 8:32,97 minutos nos 800 metros Livres (à passagem para os 1500 metros, à época os 800 metros Livres eram ainda uma distância exclusivamente nadada no sector feminino) que lhe garantiriam o título nacional da categoria e o 2º lugar absoluto, e que seriam mais tarde aquando da redefinição das categorias federativas, considerados recordes nacionais do escalão G1 (16 anos). Nessa mesma época desportiva seria pela primeira vez campeão nacional absoluto, ao realizar na piscina do Clube de Futebol Os Belenenses, de dimensões olímpicas (50 metros), o tempo de 16:29,17 minutos nos mesmos 1500 metros Livres, que em conjunto com os 08:43,32 minutos nos 800 metros Livres (mais uma vez à passagem para os 1500 metros), viriam também eles a ser records nacionais de piscina longa na referida categoria que viria mais tarde a ser criada.
Em 1994, nos Campeonatos de categorias de Inverno, em Braga, bateria o recorde nacional júnior dos 400 metros Livres em piscina curta (25 metros), com 4:04,14 minutos. Nessa mesma época tornar-se-ia recordista nacional absoluto dos 4x200 metros Livres em piscina longa (7:49,00 no Restelo), recorde que viria a bater novamente em 1996 (7:44,93 em Famalicão) e em 1998 (7:40,81 no Estádio Universitário de Lisboa (EUL), um crono que durou largos anos até ser batido). Em piscina curta, foi recordista desta prova em 1996 (7:30,78 em Felgueiras) e ainda dos 4x100 metros Livres em 1999 em piscina longa (3:29,35 no Jamor). Bateu ainda o recorde nacional dos 4x200 metros Livres integrando a seleção nacional aquando da Taça Latina, disputada em Lisboa em 1998 (no EUL).
Em termos coletivos, foi vencedor com a equipa do Sport Algés e Dafundo dos Campeonatos Absolutos de Portugal em 1992 (Aveiro) e 1993 (Restelo), no anterior modelo de disputa. Já no novo modelo do Campeonato Nacional de Clubes, viria a fazer parte dos 6 títulos nacionais de clubes conquistados em 7 épocas: 1995/Olivais, 1996/Restelo, 1997/Restelo, 1998/EUL, 2000/Jamor e 2001/Póvoa do Varzim, onde assumiu em todos eles um papel fundamental como o fundista de serviço da equipa.
Internacionalmente participou, em 1994, na competição que talvez à época fosse na categoria de juniores a mais emblemática e importante a nível mundial: o Europeu de Juniores. Nadou os 200 metros Livres (37º lugar com o tempo de 2:00,60 minutos), 400 metros Livres (15ª posição nas eliminatórias com 4:07,02; 7ª posição na final B realizando 4:10,91), 400 metros Estilos (16ª lugar nas eliminatórias com 4:46,07, e 4º lugar na final B com 4:41,73), e o último percurso da estafeta de 4x200 metros Livres (14º lugar com 8:08,88). Marcou presença também em diversas provas a partir do escalão júnior, entre as quais os já mencionados Multinations, as Taças Latinas de 1993 (Florença), 1998 (Lisboa) e 1999 (Guadeloupe), e ainda nos Campeonatos Mundiais Universitários (Universíadas) de 1997 (Sicília) e 1999 (Palma de Maiorca).
Como recordes pessoais atingiu os tempos de, nos 200 metros livres: 1:53,29/1:54,71 (Piscina curta/ Piscina Longa); nos 400 metros Livres: 3:59,11/4:04,45, nos 800 metros Livres: 8:24,38/8:37,23, nos 1500 metros Livres: 15:53,12/16:12,66 e nos 400 metros Estilos: 4:24,85/4:35,43. Todos eles alcançados entre 1996 e 1999, ainda muito antes da era dos fatos de competição que viriam a revolucionar a natação alguns anos mais tarde.
Da sua lista de conquistas faz também parte o Troféu Cristina Chaves em 1997, a mais alta distinção atribuída pela secção de natação do Sport Algés e Dafundo, como forma de reconhecimento pelo contributo dado ao clube.
Um dos episódios menos conhecidos e mais curiosos da sua carreira desportiva foi a sua participação num evento de águas abertas nos Estados Unidos em Setembro de 2001, poucas semanas depois do atentado das torres gémeas. Integrado na equipa portuguesa que marcou presença no ”Turning of the Tides”, evento desportivo de beneficência de recolha de fundos para a causa da esclerose múltipla, e que consistia numa estafeta em águas abertas, em que cada equipa nacional teria de percorrer os cerca de 35 Km que separam a ilha de Santa Catalina da costa de Santa Mónica (Califórnia, Los Angeles), com rendições ao fim de cada hora de prova. Nuno Dias viria a fazer o 2º percurso da equipa portuguesa, ainda na fase inicial da prova, momento em que se abateu um intenso nevoeiro no canal, que levou a que o barco de apoio tivesse perdido o atleta e o canoísta acompanhante, sendo que o mesmo viria também a acontecer com outras equipas. Lançado o pânico entre a organização, e com as embarcações da guarda costeira americana já em busca dos nadadores perdidos no oceano pacífico, Nuno Dias e o canoísta de apoio viriam a ser encontrados pelo barco de apoio da equipa americana, que recolheria o atleta e canoísta.
Depois do abandono da natação de alta competição, teve ainda algumas participações em competições de triatlo nacionais e provas de águas abertas, tendo vencido a travessia do rio Tejo numa das primeiras edições da prova na era recente, bem como no atletismo, tendo completado já no ano de 2012 a maratona de Sevilha com a marca de 2 horas e 57 minutos.
Foi membro da Direção do Sport Algés e Dafundo em 2004, onde também viria a iniciar funções de treinador dos escalões de formação. Esteve também a partir de 2005 profissionalmente ligado à Federação Portuguesa de Natação, onde veio a ocupar os cargos de responsável técnico do programa de Masters e Selecionador Nacional de Águas Abertas, foi aliás nesta última condição que marcou presença nos Jogos Olímpicos de Pequim (2008), orientando na competição dois atletas portugueses: Arseniy Lavrentyev e Daniela Inácio.
Conhecido como a voz que animou muitas competições de natação e de triatlo, assim como algumas de atletismo, foi também speaker de eventos internacionais de águas abertas e de Triatlo em Portugal e no estrangeiro, onde se destacam: Europeu de Triatlo de Eilat (Israel) em Abril de 2012, e das etapas do Campeonato do Mundo de Triatlo de 2012 e 2013 em Madrid. A colaboração que foi tendo com a Federação Portuguesa de Triatlo nestes e noutros eventos, culminou com o convite em Março de 2014 para que assumisse a posição de Director Geral desta federação. Foi também comentador de natação durante vários anos no canal televisivo de desporto: Sport TV.
A sua famosa e ímpar determinação competitiva (que carinhosamente lhe granjeou o apelido de “animal” pelos colegas e adversários), proporcionou ao longo da sua carreira diversos momentos de desempenhos desportivos únicos, que ficaram na memória de quem os presenciou.

## Morte
Viria a falecer no dia 07 de outubro de 2014, em Carnaxide. As cerimónias fúnebres juntaram, para além da família e dos que lhe eram mais próximos, muitos do que com ele conviveram e partilharam grandes momentos ao longo da sua vida. As Federações Portuguesas de Natação e Triatlo organizaram em conjunto e em sua homenagem um evento de 1500 metros em águas abertas. Foi também organizado no seu clube de sempre um encontro de vários amigos e contemporâneos seus, entre os quais os olímpicos Ricardo Pedroso, Miguel Arrobas, Nuno Laurentino e António Bessone Bastos, que em sua homenagem nadaram em regime de estafeta simbolicamente durante 15 minutos e 53 segundos, a sua melhor marca aos 1500 metros Livres, uma das distâncias que o notabilizou.
A União Europeia de Triatlo, a Federação Espanhola de Triatlo, a Federação Portuguesa de Natação, a Associação de Natação de Lisboa, a Federação de Triatlo de Portugal e o Sport Algés e Dafundo, emitiram nos respetivos sites oficiais, comunicados de pesar sobre a notícia do seu falecimento.